# Gremium MC
Gremium Motorcykel Klub (forkortet Gremium MC) er en tysk motorcykelgruppe og i praksis kendt som en såkaldt rockergruppe. Gremium hævdes at være den største tyske motorcykel klub med 73 såkaldt chapters eller afdelinger i Tyskland, og 71 chapters i andre europæiske lande, og flere tilknyttede chapters (Bad 7 MC support club) i Tyskland, og et såkaldt prospect chapter er åbnet af tyske emigranter i Pattaya, Thailand i 2007. Klubben blev etableret i 1972 i Mannheim.
Det tyske politi har sammenlignet Gremium med andre kriminelle organisationer som Hells Angels og Bandidos. Gremium bliver af politiet sat i forbindelse med vold, våben, narko, prostitution, menneskehandel og andre former for kriminalitet. I 1988 blev der i den tyske delstat Baden-Württemberg lavet forbud imod Gremium, forbuddet blev dog ophævet igen i 1992, da politiet ikke kunne føre bevis for at Gremium var en kriminel organisation.
Ifølge dansk politi er Gremium i 2014 ved at oprette en såkaldt prospect chapter på Sjælland i Danmark, den danske afdeling har navnet Black 7. I september 2016 blev prospect chapteret fuldgyldigt medlem af Gremium, som Gremium MC Denmark, Copenhagen Central. I juli 2014 etablerede Gremium sig i Norge.

## Kriminelle aktiviteter i Danmark
Der er for få eller ingen kildehenvisninger i dette afsnit, hvilket er et problem. Du kan hjælpe ved at angive troværdige kilder til de påstande, som fremføres.

I Danmark har medlemmerne af Gremium været involveret i alt fra narkohandel, pengeafpresning, drab, vold, trusler, våbenbesiddelse- og salg, skatteunddragelse. I Danmark har rockergruppen omkring 90 til 100 fuldgyldige og prospect medlemmer.

### Gremium-konflikt med Black Jackets
Uvenskabet med Gremium og Black Jackets kan føres tilbage til en gammel intern strid i banden Brothas Souljaz fra Mjølnerparken i København. Denne strid splittede banden i 2013 og førte til flere voldelige konfrontationer, blandt andet en episode i Brønshøj, hvor en mand overlevede et skud i brystet på klos hold. Tidligere Bad Brothers (B.B) blev optaget i Gremium, mens de tilbageværende medlemmer af Brothas Souljaz lod sig indsluse i Black Jackets.
Den 18. december 2015 blev det 18-årig Medlem af Brothas Souljaz (nu Black Jackets) Jibaril Abdulle myrdet, da han sad i en bil i udkanten af Husum. Han døde nærmest omgående af de skader, han fik. Området omkring Husum Torv betragter gruppen Brothas Souljaz ifølge politiet som sit territorium, og politiet mistænker alliancen mellem Gremium og B27 for at stå bag drabet. Ingen er blev anholdt for drabet.
Den 16. juni 2016 blev det 23-årige Black Jackets medlem Omid Mawlod skudt i hovedet i det, der ifølge politiet, var et opgør mellem grupperne Gremium og Black Jackets. En video med nøgne Black Jackets medlemmer cirkulerede før drabet på den 23-årige. I videoen ses to medlemmer af Black Jackets blive klædt helt af og hånet. De samme to Black Jackets medlemmer måtte også afstå deres BMW Serie 7 til Gremium, der kørte bilen i smadder og satte ild til den. Gammelt fjendskab brød ud i lys lue, da to grupper den 16. juni 2016 åbnede ild mod hinanden på Peter Bangs Vej i København. Fra to biler fløj kuglerne frem og tilbage. En af dem ramte 23-årige Omid Mawlod i hovedet og tog livet af ham. Fire personer med tilknytning til motorcykelklubben Gremium er blevet anholdt og varetægtsfængslet i sagen. Efter denne meget voldsomme episode døde konflikten ud. Efterfølgende er grupperingen Black Jackets mere eller mindre gået i opløsning.